# 34356 Gahamuriel
34356 Gahamuriel è un asteroide della fascia principale. Scoperto nel 2000, presenta un'orbita caratterizzata da un semiasse maggiore pari a 2,6612330 au e da un'eccentricità di 0,1250819, inclinata di 7,08212° rispetto all'eclittica.